# Batrochoglanis acanthochiroides
Batrochoglanis acanthochiroides és una espècie de peix de la família dels pseudopimelòdids i de l'ordre dels siluriformes.

## Morfologia
- Els mascles poden assolir 80 cm de longitud total.[4][5]

## Alimentació
És carnívor.

## Hàbitat
És un peix d'aigua dolça i de clima tropical.

## Distribució geogràfica
Es troba a Sud-amèrica: conca del riu Catatumbo a la conca del llac Maracaibo.